# Noville, Vaud
Noville är en ort och kommun  i distriktet Aigle i kantonen Vaud, Schweiz. Kommunen har 1 180 invånare (2023).
Kommunen ligger vid Rhônes utflöde i Genèvesjön.